# (13001) Woodney
(13001) Woodney est un astéroïde de la ceinture principale découvert le 2 novembre 1981 par l'astronome américain Brian A. Skiff à la station Anderson Mesa de l'observatoire Lowell.